# Carex arthuriana
Carex arthuriana är en halvgräsart som beskrevs av C.L.Beckm. och Ernst Figert. Carex arthuriana ingår i släktet starrar, och familjen halvgräs. Inga underarter finns listade i Catalogue of Life.